# 活荷重
活荷重（かつかじゅう）は、力学における荷重の一つで、一定の場所に留まらないもの、大きさが一定しないものを指す。このことから動荷重（どうかじゅう）・変動荷重（へんどうかじゅう）とも呼ばれ、橋などの構造物においては、自動車や列車のように構造物上を移動する車両重量がこれに相当する。本稿では主として橋の設計に用いる活荷重について述べるとともに、関連として輪荷重（りんかじゅう）や軸重（じくじゅう）について実例とともに示す

## 概要

### 定義
構造物の設計を行う場合、これに作用する荷重、すなわち重量や力のあらゆるものを想定しなければならない。道路橋を例に考えた場合、橋を渡る自動車の重量のほか、橋桁そのものの自重、地震によって橋に働く慣性力などが挙げられる。このうち自動車は、乗用車から大型トラックまで様々な重量・大きさが存在するほか、橋の上を走行することにより、重量の作用する位置が時間によって変化する性質のものである。このように、荷重の大きさが一定ではないもの、その作用位置が変化するものを、活荷重あるいは動荷重と呼ぶ。
一方、橋桁本体の自重や、舗装や高欄（欄干）などの重量について考えてみると、これらは時間によってその大きさが変わったり、位置が動いたりしない性質のものと言える。このような荷重は、活荷重に対し死荷重、または動荷重に対し固定荷重と呼ばれる。
このほか構造物の設計にあたって考慮すべき荷重として、天候によって作用する風による力や雪の重さ、温度変化の影響などが挙げられる。これらは活荷重と同様にその大きさや作用位置などが変化する性質ではあるものの、特殊な荷重として位置付けられ、活荷重には含めないことが多い。活荷重は、動的な荷重のうち主たる荷重、すなわち道路橋であれば自動車の荷重や群集荷重（人など）、鉄道橋であれば列車の荷重を対象とするのが一般的である。
設計に用いる活荷重は、走行する車両の条件によって適切な値を用いるべきものであることから、走行路線を管轄する行政機関・団体などによりその大きさや載荷方法が定められている。

### 活荷重の特性

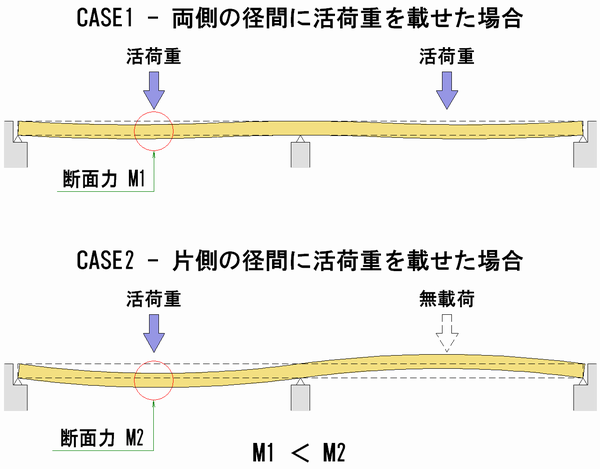
活荷重の載荷

ある部位を設計しようとするときは、その部位に対して最も不利となるような荷重状態を考慮しなければならない。活荷重は、載荷位置が一定していないことから、その載荷状態の想定には注意が必要である。一般に、活荷重をすべての部位に載せられるだけ載荷するときが、最も大きな断面力を生じる状態となることが多い。
しかし、右の図に示すように、左側の径間に着目すると、両方の径間に活荷重を載荷した場合より、左側のみに活荷重を載荷した場合の方が、「たわみ」や断面力も大きくなることがある。これは着目する部位により異なるため、活荷重の載荷にあたっては、各部位に対して影響度を算定し、各部位ごとに最も不利となる載荷状態を考慮できる「影響線載荷」の手法が一般的に用いられる。

### 輪荷重・軸重・分布荷重
一般に車両の荷重は、車輪・タイヤを介して構造物に作用する。この作用をミクロ的に捉える方法、もしくはマクロ的に考える方法があり、設計・検討を行う部位によって使い分けられる。これらをミクロ的な順に示すと以下のとおりとなる。
1. 車輪の接地圧 - 車輪からの荷重を接地面積で割り、接地圧力とした荷重。活荷重をもっともミクロ的に捉えた荷重であり、舗装や路床への影響を考慮する場合に用いられる。
2. 輪荷重 - 車輪の荷重が一点に集中的に作用するとした荷重。道路橋における床版の設計に用いられる。
3. 軸重 - 左右二つの輪荷重を一組にまとめた荷重であり、主桁の設計に用いられる。また、鉄道では個々の輪荷重が枕木や道床（バラストなど）により分散されるため、輪荷重の代わりに床版や軌道構造への影響を考慮するためにも用いられる。
4. 連行荷重 - 複数の軸重を所定の間隔（軸距）で配置した荷重。自動車や鉄道車両の車輪・輪軸は、一組ではなく複数の輪軸が連なっていることから、この状態をモデル化したものである。鉄道橋の設計には主として連行荷重が用いられる。
5. 分布荷重 - 多数の車両による荷重をマクロ的に捉え、単位面積または単位長さあたりの荷重に換算したもの。道路橋における主桁の設計に用いられるほか、鉄道橋においても副次的な荷重は分布荷重として扱われる。

### 衝撃荷重
活荷重はその対象が動く性質のものであることから、その動きにより振動を起こすことが想定される。設計にあたっては、これを衝撃荷重として別途考慮するのが一般的である。
衝撃荷重は、一般に走行する車両の速度や、橋の支間によって影響を受ける。このことから、走行速度をそのパラメータとして衝撃荷重を算定する場合や、支間をパラメータとして活荷重を割増す場合などがある。一般に走行速度が高いほど、支間が短いほど、衝撃荷重は大きくなる傾向にある。

## 日本の自動車荷重

### 現行の自動車荷重
日本の道路橋における活荷重は、国土交通省が定める技術基準「道路橋示方書」にてその大きさや載荷方法が定められている。

#### A活荷重とB活荷重
現行の活荷重は、道路の重要度や大型車の交通量に応じ「A活荷重」および「B活荷重」の二種類が使い分けられる。これらの活荷重は、1993年（平成5年）に車両制限令の改訂により、車両総重量が25tに引き上げられたことにともない規定されたものであり、総重量245kN (25t) の大型トラックを基本に定めている。
このうち、B活荷重は重要な路線、大型車交通量の多い路線を対象としており、同示方書では、
- 高速自動車国道・一般国道・都道府県道
- 上の道路と基幹的な道路を形成する幹線市町村道

をその対象として挙げている。さらに、その他の道路については、大型車の交通量に応じて、A活荷重とB活荷重を選定することとしている。A活荷重は大型車交通量の少ない道路を想定しており、B活荷重に比べ荷重条件が緩和されている。

#### T荷重とL荷重

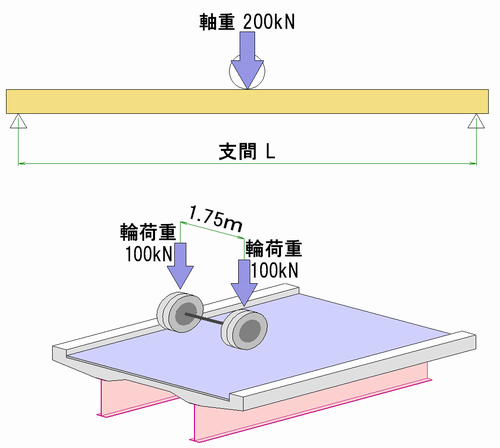
T荷重の載荷方法
軸重（上） 輪荷重（下）

A活荷重・B活荷重ともに、その載荷方法として、「T荷重」および「L荷重」がそれぞれ規定されている。
T荷重は、車両総重量25t（245kN）の大型トラックにおける後輪荷重をモデル化したものである。前後輪の荷重比率を1:4とし、後輪は軸重で200kN、輪荷重で100kNと規定している。右図上段は、小規模支間の橋桁に軸重(200kN)を載荷した例であるが、支間Lが大きくなった場合、実際には後輪のみならず前輪の荷重も作用する。したがって、以下の式により支間Lに応じた割増係数kを求め、発生断面力の補正を行うこととしている。
- k = 1.0  （L ≦ 4m）
- k = L / 32 + 7 / 8  （4m ＜ L ）
- ただし、k ≦ 1.5

この割増係数の規程はB活荷重のみに適用され、大型車通行量の少ないA活荷重に対しては割増しを行わない。
一般に、T荷重は床版の設計に用いられることが多く、この場合、右図下段のように1.75mの間隔をもって100kNの輪荷重（載荷面積-幅500mm×長さ200mm）を載荷する。また、橋の幅員が広い場合には、幅方向に複数組の輪荷重群を載荷することとしている。

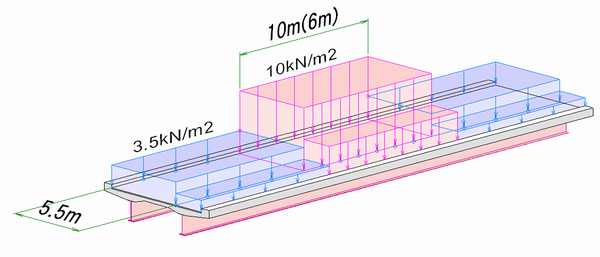
L荷重の載荷。内はA活荷重の載荷長。

一方のL荷重は交通荷重群をモデル化したものである。すなわち、T荷重が大型トラック単体を想定しているのに対し、L荷重は多数の自動車からなる荷重をモデル化したもので、主桁や主構など橋全体の設計に用いられる。多数の自動車を個々にモデル化するのは煩雑であることから、L荷重は単位面積あたり一様な荷重を載荷する等分布荷重として定められている。
橋の長手方向には3.5kN/m2（1m2あたり約350kgf）を全面に載荷し、さらにもっとも不利となる区間10m（A活荷重にあっては6m）に10kN/m2（1m2あたり約1tf）を載荷するのが、L荷重の基本である。前者は比較的軽量の自動車が多数連なっている状態をモデル化したものであり、後者はそれに加えて重量の大きい大型車が混載することを想定したものである。また、幅員が広い場合には、幅方向に5.5mをこれらの荷重を載荷し、他の部分にはその二分の一を載荷することとしている。

### 橋の等級と活荷重の変遷
以前の日本の道路橋は、等級により区分がなされていた。
1926年（大正15年）に「道路構造に関する細則案」が内務省土木局によって制定され、以下の3区分が等級および活荷重として定義された。
- 一等橋 - 12t
- 二等橋 - 8t
- 三等橋 - 6t

それぞれに示した重量は、活荷重として用いる車両の総重量を示している。
1939年（昭和14年）には「鋼道路橋設計示方書案」が制定され、橋の等級は一等橋および二等橋の二種類に改められた。
- 一等橋 - 13t （国道橋）
- 二等橋 - 9t （府県道橋）

この時代では、道路の管轄により一義的に等級の区分をすることとしていた。
さらに、1956年（昭和31年）には「鋼道路橋設計示方書」が建設省（現・国土交通省）により制定され、等級と活荷重は以下のとおりとなった。
- 一等橋 - 20t (TL-20)
- 二等橋 - 14t (TL-14)

この時点において、橋の等級は現在のA・B活荷重の区分と同様に定められることとなり、主要な道路は一等橋、その他の道路は大型車交通量により一等橋と二等橋を別途区分することとなった。その後、自動車交通が急激に増加する中で、以下の荷重を想定することとなった。
- 床版に対する荷重を20%増 - 大型車交通量1日1000台以上の道路（道路橋示方書）
- 総重量43tのトレーラ荷重 - 高速自動車国道（日本道路公団設計要領）

後者の荷重は、高速道路を建設する日本道路公団が独自に定めたものであったが、港湾付近など大型車がとくに多い一般道路にも適用された。これらの荷重条件は、A活荷重・B活荷重の定めにより撤廃された。

## 世界の自動車荷重

### アメリカ
自動車大国であるアメリカ合衆国では、米国全州道路交通運輸行政官協会 (AASHTO) により道路橋の活荷重が規定されており、H荷重（トラックを想定）、HS荷重（トレーラを想定）の二種類が設定されている。
- H荷重
  - H20-44 - 180kN (18t)
  - H15-44 - 135kN (13.5t)
  - H10-44 - 90kN (9t)
- HS荷重
  - HS20-44 - 324kN
  - HS15-44 - 243kN

### ドイツ
ドイツでは、重車両 (SWL) および軽車両 (LKW) の2種類の活荷重を規定している。重車両は均等に軸配置された3軸車を想定しており、その総重量は橋格に応じ60tから30tを設定している。また、軽車両は前輪と後輪の軸重比を1:2と設定した、総重量12tの荷重を想定するものである。
一方、古くからある橋に対しては、別途照査用の荷重が定められており、45tおよび24tの重車両、16tから3tの軽車両が規定されている。

## 列車荷重（鉄道）

### 鉄道における活荷重
列車荷重は鉄道橋の設計に用いられる活荷重であり、走行する鉄道車両の荷重をモデル化したものである。
道路交通においては、国や地域で認められた車両の通行をすべて想定する必要があるが、鉄道においては路線によって走行する車両がそれぞれ定まっている。たとえば、新幹線に貨物列車が走ることはなく、新幹線の車両が地下鉄路線を走ることはない。したがって、鉄道橋の活荷重は政府や行政機関が活荷重を一義的に定めるのではなく、各鉄道事業者が独自の列車荷重を定めることが多い。また、同一の鉄道事業者であっても、管轄路線の規格により異なる列車荷重を定め、走行できる車両を制限している事例も見られる。日本においては、日本国有鉄道（国鉄）が線路等級に応じて、多種にわたる列車荷重を適用していた。
前述のとおり、道路橋では乗用車から大型トラックまで様々な車両が混沌とした交通状況を示すため、活荷重をマクロ的に捉えたL荷重のような等分布荷重が用いられる。これに対し鉄道橋では、運行計画に応じて列車の形態が限定されることから、軸重を規程の軸距により組み合わせた前述の連行荷重が列車荷重として規定されている。
また、鉄道は車輪の荷重が枕木や道床（バラストなど）によって幅方向に分散されるため、橋の設計においては軸重のみを考慮し、1輪のみの輪荷重を考慮して床版の設計を行うことは一般に行われない。

### 列車荷重の例
ここでは、日本で用いられている列車荷重の例について記す。現行の列車荷重は、鉄道事業者がそれぞれ独自に定めているが、過去には国が定める技術基準によりKS荷重やNP荷重も存在した。

#### クーパー荷重
日本の古い橋梁の設計者としても知られるセオドア・クーパーが制定したもので、元々はアメリカで用いられていた基準である。日本では鉄道国有化を契機として1909年（明治42年）6月17日付の「達第五二二号」でクーパー荷重のE33荷重を採用することとした。数字は最大軸重をポンドで表したときの一万の位と千の位であり、E33荷重は最大軸重33,000ポンド（約14,969キログラム）である。
1912年（明治45年）2月21日には新たに広軌用としてE45（最大軸重20,412キログラム）を採用した。その後、広軌化は中止となったが、E45に準拠した橋桁は実際にいくつか架設された。1921年（大正10年）10月14日には『国有鉄道建設規定』の改正により、主要幹線はE40に変更された。
1928年（昭和3年）8月10日にはメートル制移行に伴い、新たにKS荷重が制定された。

#### KS荷重（蒸気機関車荷重）
| 図中の数値は軸距(m)を示す。 |                   |                 |                   |                    |
| 荷重                        | p1 (t) （先従輪） | p2 (t) （動輪） | p3 (t) （炭水車） | w (t/m) （客貨車） |
| K-10                        | 5.0               | 10              | 6.6               | 3.3                |
| K-11                        | 5.5               | 11              | 7.3               | 3.6                |
| K-12                        | 6.0               | 12              | 8.0               | 4.0                |
| ：                          | ：                | ：              | ：                | ：                 |
| K-18                        | 9.0               | 18              | 12.0              | 6.0                |

KS荷重は1928年（昭和3年）に「鋼鉄道橋設計示方書」の改訂により定められた列車荷重である。1987年（昭和62年）に国鉄が分割民営化されたことにともない、鉄道関連の法令・技術基準の大幅な改組・改訂がなされたため、現在は使用されていない。
KS荷重は二つの列車荷重群の総称であり、K荷重およびS荷重から構成される。K荷重は、テンダー式蒸気機関車の重連を想定した軸重群、および機関車により牽引される貨車を等分布荷重としモデル化したものである。K荷重の呼び値は動輪の軸重(tf)となっており、図表に示すとおり、K-10からK-18まで1t刻みで規定されていた。
一方のS荷重は、K荷重の動輪軸より大きい二つの軸重をモデル化したものであり、K荷重と同様にS-10からS-18までが規定されていた。列車荷重はこの二つの総称で呼ばれ、たとえば設計列車荷重がKS-16であれば、K-16およびS-16の各列車荷重に対して安全であるように設計される。
細かなKS荷重の区分は各路線の規格に応じて適用され、その軸重を超える車両は当該路線を走行することができない。かつて、国鉄の蒸気機関車は、線路等級の低い支線区に転用される際に軸重制限を受け、軸重を軽減するための改造工事がしばしば行われた。

#### EA荷重（新型機関車荷重）
| E荷重 - 図中の数値は軸距(m)を示す。 |         |          |       |         |         |       |
| E荷重                               | p1 (kN) | w (kN/m) | A荷重 | p' (kN) | p2 (kN) | A荷重 |
| E-10                                | 100     | 29       | A-10  | 76      | 112     | A荷重 |
| E-11                                | 110     | 32       | A-11  | 84      | 123     | A荷重 |
| E-12                                | 120     | 35       | A-12  | 92      | 134     | A荷重 |
| ：                                  | ：      | ：       | ：    | ：      | ：      | A荷重 |
| E-17                                | 170     | 50       | A-17  | 130     | 190     | A荷重 |

EA荷重は、国鉄がJRグループに移行したのち規定された同グループの標準機関車荷重である。旧国鉄においても1970年代には蒸気機関車はすでに姿を消していたが、列車荷重は蒸気機関車をモデル化したKS荷重が引き続き用いられていた。これに対し、新たに制定されたEA荷重は電気機関車をベースとしたものであり、E荷重とA荷重の2種類の荷重が規定されている。また、SI単位化に合わせ、軸重の単位はt（トン）からkN（キロニュートン）に変更となっている。
E荷重は、JRにおける標準的な電気機関車であるEF65形の重連における軸重群、および牽引される貨物列車を等分布荷重としてモデル化したものである。一方、A荷重は2組の軸重および先従輪を組み合わせたもので、その軸重はE荷重より若干大きく設定されており、KS荷重におけるS荷重に相当する。路線の規格に合わせ、EA-10からEA-17までの8段階が設定されている。
橋の設計においては、一般に軸重数の多いE荷重の断面力が支配的となるが、支間が短い（おおむね10m以下）場合は、A荷重の断面力が大きくなる場合がある。

#### M荷重（旅客列車荷重）
| 図中の数値は軸距(m)を示す。 |           |
| M-18荷重                    | p = 180kN |

M荷重は電車や気動車などの旅客列車をモデル化した列車荷重である。EA荷重と同様にJR発足後に制定された荷重であり、走行車両が電車に限られる電車専用線向けの荷重として規定されたものである。国鉄時代においてはこの種の荷重は規定されておらず、電車専用線に対しては軸重の小さな機関車荷重であるKS-12荷重などが用いられていた。
右図に示すとおり、M荷重はJRにおいて標準的な20m長車両をモデル化しているものである。一般的に用いられるM-18荷重は各軸重を180kNとしており、JRの在来線電車でもっとも重い201系に350%の旅客荷重を想定して決定された。
そのほか、電車のみが走ることの多い私鉄では独自の列車荷重を設定しているが、M荷重を適用している会社もある。

#### H荷重（新幹線荷重）
| 図中の数値は軸距(m)を示す。 |

新幹線は在来線と車両規格が大きく異なることから、別途H荷重が標準列車荷重としてJR各社により定められている。これは、新幹線において標準的な25m長車体の輪軸配置をモデル化したものである。新幹線の車両は運行路線により異なることから、軸重の値は各社が個別に定めることとなる。H荷重相当値は、もっとも重い車両としてE4系でH-22（軸重220kN）、もっとも軽い300系や700系でH-16（軸重160kN）程度となっている。また、東北新幹線のようにいわゆるミニ新幹線と直通運転を行う路線においては、在来線を基準とした車両も乗り入れるため、H荷重のほかM荷重も併用するのが望ましいとされている。
過去には新幹線鉄道構造規則が運輸省令により定められており、NP荷重が規定されていた。これは車長13.5mのN標準活荷重、および車長20mのP標準活荷重からなるもので、2002年（平成14年）に同規則が廃止となるまで新幹線の標準列車荷重として用いられた。25m長車両が標準である新幹線に対し13.5m長のN荷重の規定があったのは、当初計画に盛り込まれた新幹線での貨物輸送を想定していたことによる。なお、Nは「New Tokaido」と「Normal Load」、Pは「Passenger」の頭文字である。